# Guido Cavalcanti
Guido Cavalcanti (n. 1258, Florența, Republica Florentină – d. 29 august 1300, Florența, Republica Florentină) a fost un poet italian, întemeietor al școlii „Dolce stil nuovo” și prieten al lui Dante Alighieri.

Rime di Guido Cavalcanti, 1813

## Biografie
Cavalcanti s-a născut într-o familie florentină influentă. A studiat cu filozoful și învățatul Brunetto Latini. În poeziile sale, a cântat iubirea in ipostaza ei platonică, fiind un veritabil artizan al versului.

## Opera
- 1280: Doamna mă roagă, pentru că voiesc să vă spun ("Donna mi prega, perch'io voglia dire")
- 1300: Pentru că nu sper să mă mai întorc ("Perch'i'no spero di tornar giammai")